# Lechia Lwów

Vereinswappen von Lechia Lwów

Lechia Lwów war ein polnischer Sport- und Fußballverein aus der heute zur Ukraine gehörenden Stadt Lwiw (polnisch Lwów, deutsch Lemberg). Lechia Lwów war der erste polnische Fußballverein.

## Geschichte
Vor Beginn des Schuljahres im August 1903 gründeten Schüler des Lemberger Gymnasiums den Sportverein „Lechia“. 1919 war Lechia Lwów eines der Gründungsmitglieder des polnischen Fußballverbandes PZPN. Nach dem Zweiten Weltkrieg übernahm Lechia Gdańsk die Vereinsfarben und den Namen des Lemberger Vereins. Er existierte von 1903 bis zu seiner Auflösung nach dem Einmarsch sowjetischer Truppen im September 1939.

## Erfolge

### Fußball
- 12. Platz in der Ekstraklasa – Saison 1931

### Eishockey
- 1934 3. Platz
- 1935 Polnischer Vizemeister